# Macadamianoot

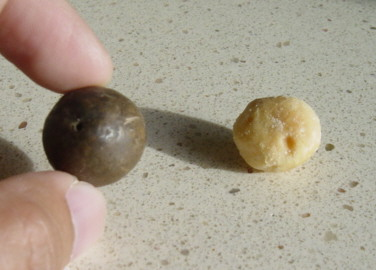
Een macadamianoot in zijn schil en een geroosterde macadamianoot

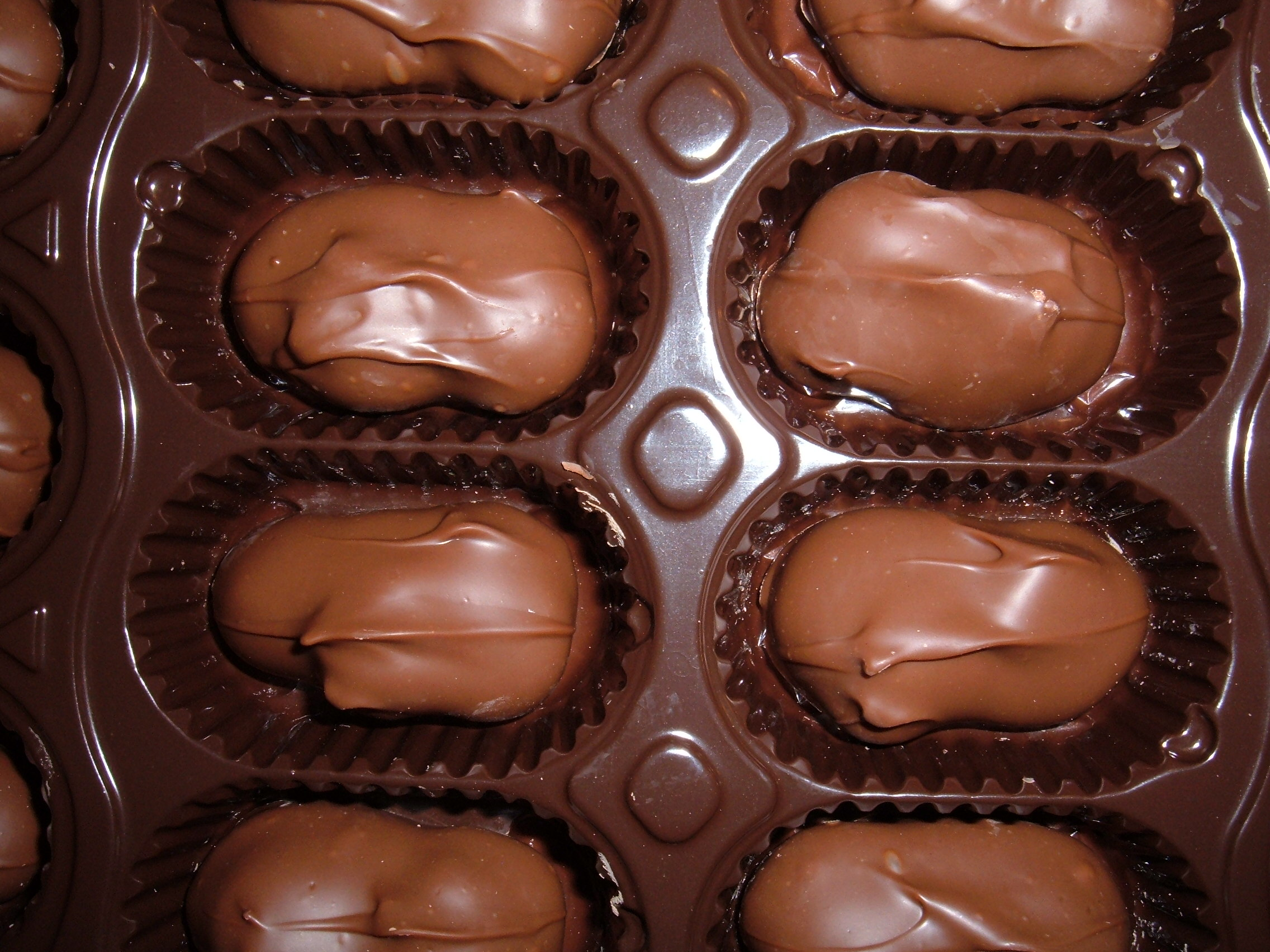
Macadamianoten in chocolade

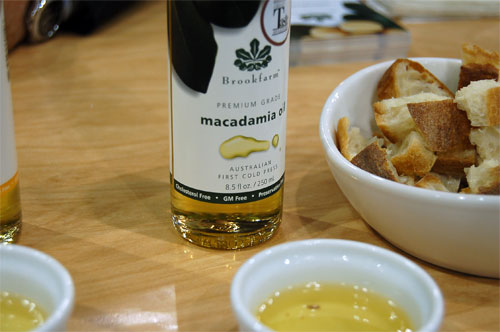
Macadamia-olie

De macadamianoot is een van oorsprong Australische noot van planten uit het geslacht Macadamia. De noot is door botanicus Ferdinand Mueller (1825-1896) genoemd naar de Schotse chemicus en medicus John Macadam. Twee soorten worden op commerciële basis gekweekt: Macadamia integrifolia en Macadamia tetraphylla. Ze worden ook wel 'Queensland nuts' genoemd, naar het land van herkomst.
Botanicus Allan Cunningham 'ontdekte' als westerling de noot in 1828 aan de oostkust van Australië. Bij de oorspronkelijke inwoners van Australië was de noot al sinds onheuglijke tijden bekend. Eind 19e eeuw begon men de noot te verbouwen op plantages in onder andere Hawaï, Kenia, Malawi, Zuid-Afrika, Guatemala en Puerto Rico. Australië is nog steeds de grootste  exporteur van de macadamianoot gevolgd door Hawaï en Zuid-Afrika.
De macadamianoot is de moeilijkst te kraken noot ter wereld. Er is een druk van meer dan twintig kilo per vierkante centimeter voor nodig. Mede hierom ligt de prijs hoog, al is door het ruime aanbod de noot wel goedkoper geworden.
De noot bevat het hoogste gehalte aan onverzadigde vetten van alle noten. Hij is bovendien rijk aan vitamine B1 en bevat daarnaast ook de mineralen magnesium, fosfor, ijzer, zink en calcium.
Uit de macadamianoot wordt ook olie geperst.